# Myllokunmingiida
A Myllokunmingiida a gerinchúrosok (Chordata) törzsének egy osztálya. Az ide tartozó élőlények a kambrium időszak kezdetén éltek, és ezek a legősibb ismert koponyások (Craniata).
Legközelebbi ma is élő rokonaik a nyálkahalak (Myxini). A nyálkahalakkal együtt alkotják a Myxinimorphi főosztályt, habár a két csoport rokonsági viszonyai máig tisztázatlanok. A mai nyálkahalak valóban sokban hasonlítanak az ősi koponyásokra, azonban az, hogy a Myllokunmingiida csoport több mint 500 millió éve kihalt, és az ősi nyálkahalakról sem áll rendelkezésünkre elég fosszilis lelet, rendkívül megnehezíti a rokonsági kapcsolatok feltárását.

## Rendszerezés
A Myllokunmingiida osztályba egyetlen rend, a Myllokunmingiiformes, és egyetlen család, a Myllokunmingiidae tartozik. A Myllokunmingiidae családba is mindössze három nemet, és annak három ismert faját sorolják.
- Haikouichthys
  - Haikouichthys ercaicunensis Luo, Hu & Shu 1999
- Myllokunmingia
  - Myllokunmingia fengjiaoa Shu, Zhang & Han, 1999
- Zhongjianichthys
  - Zhongjianichthys rostratus Shu, 2003